# Lèmur gris occidental
El lèmur gris occidental (Hapalemur occidentalis) és una espècie de lèmur del gènere Hapalemur que és endèmica de Madagascar. Fa un total de 55-67 centímetres de llargada (més de la meitat dels quals pertanyen a la cua) i pesa una mica menys d'1 kg, de mitjana. Viu en una sèrie de zones discontínues al nord i l'oest de Madagascar, incloent-hi Ankarana i Analamerana al nord, el Sambirano i la península d'Ampasindava al nord-oest, i diverses zones a l'oest entre els rius Mahavany i Tsiribihina.